# Гольфовая война
«Гольфовая война» (англ. The Golf War) — 3 серия 2 сезона американского мультсериала «Гравити Фолз».

## Сюжет
Диппер смотрит телевизор в Хижине Чудес, в это время вбегает Мэйбл с газетой, взволнованная тем, что скоро она будет в местной газете за то, что написала статью про дизайн одежды. Однако дядя Стэн замечает, что вместо Мэйбл на обложке изображена Пасифика Нортвест — главный соперник Мэйбл. Тем временем Зус пытается создать новую модную тенденцию, создавая футболки с «W-образным вырезом».
Позже Мэйбл видит рекламу заведения для мини-гольфа по телевизору. Диппер, зная, что Мэйбл — эксперт в мини-гольфе, предлагает отвезти Мэйбл туда, чтобы подбодрить её. Семья соглашается и направляется во дворец мини-гольфа.
Диппер ужасен в мини-гольфе, в то время как Мэйбл демонстрирует своё мастерство в игре. Она пытается попасть в последнюю лунку, чтобы побить свой рекорд за все время, но ей это не удаётся. Вскоре после этого ребята замечают Пасифику и её родителей на поле для гольфа, где Пасифика открыто издевается над ними. После некоторых споров Мэйбл в конце концов вызывает Пасифику на поединок. И тут владелец клуба по мини-гольфу объявляет, что клуб на сегодня закрыт. В качестве компромисса Пасифика предлагает Мэйбл отправиться на поле в полночь. Она принимает это предложение.
В ресторане Мэйбл говорит о том, что боится проиграть; однако Диппер убеждает её в обратном. Семья прибывает на поле, и Стэн дарит Мейбл наклейку с надписью «Ты лучшая» и трофеем на ней. Во время того, как Мэйбл тренируется, Диппер замечает странный звук, исходящий от ветряной мельницы на лунке после того, как Мэйбл не смогла нанести ни одного удара. Диппер вскрывает его и обнаруживает, что внутри находятся живые мячи для гольфа, которые представляются «лилипутами». Они контролируют всё поле для гольфа. Выяснив, что лилипуты тоже ненавидят Пасифику, разные лилипуты утверждают, что их лунка самая лучшая. После борьбы между друг другом, лилипуты решают позволить Мэйбл выбрать, у кого лучшая лунка, а наградой будет её наклейка, привлёкшая их внимание. Диппер убеждает Мэйбл заставить лилипутов саботировать игру Пасифики, и пусть тот, кто саботировал её лучше всех, будет лучшей лункой.
Когда приезжает Пасифика, на неё давят родители, чтобы она выиграла любой ценой. Судья Пасифики — Сергей, объявляет матч на 18 лунок. С помощью лилипутов показано, что Пасифика добилась абсолютно ужасных результатов, а Мэйбл одержала лёгкую победу. Мэйбл утверждает, что шахтёрская лунка является лучшей лункой, это замечает голландская лунка, и решает разорвать «соглашение» с Мэйбл. Голландская лунка похищает Пасифику и привязывает её к последней лунке, чтобы убить. Мэйбл и Диппер решают, что их план зашёл слишком далеко. Другие лунки снова начинают сражаться. Мэйбл, охваченная гневом, решает, что никто не получит её наклейку, так как они начали драку. Мэйбл говорит, что соперничество — ужасно. В итоге лилипуты решают действовать сообща, чтобы попытаться убить Мэйбл. Но, Мэйбл бросается в погоню, дабы спасти Пасифику, и в конце концов спасает её. Они вдвоём отбиваются от лилипутов, и Пасифике начинает нравиться Мэйбл. Диппер и эти двое успешно уезжают на гольф-каре к машине дяди Стэна. Оказавшись снаружи, Мейбл извиняется за обман и даёт Пасифике наклейку, которую она забирает. Сначала Пасифика отказывается ехать в машине, но садится в неё после того, как начинается дождь. Пасифике не нравится, то какая машина грязная внутри. В итоге, Мэйбл делится одним тако с Пасификой. Эти двое становятся друзьями, и семья высаживает её у Поместья Нортвестов.

## Производство и вещание
Сценарий эпизода был написан создателями Гравити Фолз — Алексом Хиршем и Джеффом Роу.
В день премьеры этот эпизод посмотрели 1,27 млн человек.

## Оценки критиков
Обозреватель развлекательного веб-сайта The A.V. Club Аласдер Уилкинс поставил эпизоду оценку «B», заявив, что «хотя эпизод представлял Гравити Фолз во всей его „абсолютной странности“, у эпизода не было тона, чтобы поддерживать „странность“».